# 窄叶柯
窄叶柯（学名：[Lithocarpus confinis] 错误：{{Lang}}：文本有斜体标记（帮助））是壳斗科柯属的植物，为中国的特有植物。分布于中国大陆的贵州、云南等地，生长于海拔1,500米至2,400米的地区，多生长于较干燥山坡次生林中，目前尚未由人工引种栽培。

## 别名
长叶栎（云南） 窄叶石栎